# HD162705
HD162705 — хімічно пекулярна зоря спектрального класу F1, що має видиму зоряну величину в смузі V приблизно  7,6.
Вона  розташована на відстані близько 513,6 світлових років від Сонця.